# 가정 (남송)
가정(嘉定, 1208년 ~ 1224년)은 남송 영종(寧宗) 조확(趙擴)의 네번째 연호이다. 17년 가량 사용하였다. 영종(寧宗)이 죽고난 후에 이종(理宗)이 보경으로 개원할 때까지 사용하였다.
《상서》(尚書)의 무일(無逸)에서 『嘉靖殷邦』와《시경》(詩經)의 주송(周頌)에서 『耆定爾功』를 한 글자 씩 따서 만든 연호이다.

## 개원
- 개희(開禧) 3년 12월 26일[2](율리우스력 1208년 1월 15일)에 연호를 가정(嘉定)으로 정하고, 다음 해 1월 1일[3](율리우스력 1208년 1월 19일)에 개원함.[4][5][6][7]

- 가정(嘉定) 17년 11월 25일[8](율리우스력 1225년 1월 5일)에 연호를 보경(寶慶)으로 정하고, 다음 해 1월 1일[9](율리우스력 1225년 2월 9일)에 개원함.[10][11][7]

## 연대 대조표
| 가정 | 서기 (西紀) | 간지 (干支) | 금나라 연호                              | 서하 연호                 |
| 원년 | 1208년      | 무진 (戊辰) | 태화(泰和) 8년                           | 응천(應天) 3년            |
| 2년  | 1209년      | 기사 (己巳) | 태화 9년 대안(大安) 원년                 | 응천 4년                  |
| 3년  | 1210년      | 경오 (庚午) | 대안 2년                                 | 황건(皇建) 원년           |
| 4년  | 1211년      | 신미 (辛未) | 대안 3년                                 | 황건 2년 광정(光定) 원년  |
| 5년  | 1212년      | 임신 (壬申) | 숭경(崇慶) 원년                          | 광정 2년                  |
| 6년  | 1213년      | 계유 (癸酉) | 숭경 2년 지녕(至寧) 원년 정우(貞祐) 원년 | 광정 3년                  |
| 7년  | 1214년      | 갑술 (甲戌) | 정우 2년                                 | 광정 4년                  |
| 8년  | 1215년      | 을해 (乙亥) | 정우 3년                                 | 광정 5년                  |
| 9년  | 1216년      | 병자 (丙子) | 정우 4년                                 | 광정 6년                  |
| 10년 | 1217년      | 정축 (丁丑) | 정우 5년 흥정(興定) 원년                 | 광정 7년                  |
| 가정 | 서기 (西紀) | 간지 (干支) | 금나라 연호                              | 서하 연호                 |
| 11년 | 1218년      | 무인 (戊寅) | 흥정(興定) 2년                           | 광정(光定) 8년            |
| 12년 | 1219년      | 기묘 (己卯) | 흥정 3년                                 | 광정 9년                  |
| 13년 | 1220년      | 경진 (庚辰) | 흥정 4년                                 | 광정 10년                 |
| 14년 | 1221년      | 신사 (辛巳) | 흥정 5년                                 | 광정 11년                 |
| 15년 | 1222년      | 임오 (壬午) | 흥정 6년 원광(元光) 원년                 | 광정 12년                 |
| 16년 | 1223년      | 계미 (癸未) | 원광 2년                                 | 광정 13년 건정(乾定) 원년 |
| 17년 | 1224년      | 갑신 (甲申) | 정대(正大) 원년                          | 건정 2년                  |

## 동시대 연호

### 중국
금(金)
- 태화(泰和) (1201년 ~ 1209년)
- 대안(大安) (1209년 ~ 1211년)
- 숭경(崇慶) (1212년 ~ 1213년)
- 지녕(至寧) (1213년)
- 정우(貞祐) (1213년 ~ 1217년)
- 흥정(興定) (1217년 ~ 1222년)
- 원광(元光) (1222년 ~ 1223년)
- 정대(正大) (1224년 ~ 1232년)

서하(西夏)
- 응천(應天) (1206년 ~ 1209년)
- 황건(皇建) (1210년 ~ 1211년)
- 광정(光定) (1211년 ~ 1223년)
- 건정(乾定) (1223년 ~ 1226년)

대리국(大理國)
- 천개(天開) (1205년 ~ 1225년)

서요(西遼)
- 천희(天禧) (1177년 ~ 1211년)

동요(東遼)
- 천통(天統) (1213년 ~ 1216년)
- 천위(天威) (1216년)
- 천덕(天德) (1216년 ~ 1217년)

동진(東眞)
- 천태(天泰) (1215년 ~ 1223년)
- 대동(大同) (1224년 ~ 1233년)

기타
- 유영창(劉永昌) 천사(天賜) (1214년)
- 양안아(楊安兒) 천순(天順) (1214년)
- 장경(張鯨) 대한(大漢) (1216년)
- 장치(張致) 흥륭(興隆) (1216년 ~ 1217년)
- 학정(郝定) 순천(順天) (1216년)

### 베트남
- 찌빈롱응(治平龍應) (1205년 ~ 1210년)
- 끼엔자(建嘉) (1211년 ~ 1224년)
- 티엔쯔엉흐우다오(天彰有道) (1224년 ~ 1225년)

### 일본
- 조겐(承元) (1207년 ~ 1211년)
- 겐랴쿠(建曆) (1211년 ~ 1213년)
- 겐포(建保) (1213년 ~ 1219년)
- 조큐(承久) (1219년 ~ 1222년)
- 조오(貞應) (1222년 ~ 1224년)
- 겐닌(元仁) (1224년 ~ 1225년)

## 같이 보기
- 중국의 연호 목록